# Rhyacia rjabovi
Rhyacia rjabovi är en fjärilsart som beskrevs av Charles Boursin 1940. Rhyacia rjabovi ingår i släktet Rhyacia och familjen nattflyn. Inga underarter finns listade.